# Kepler-220d
Kepler-220d es un planeta extrasolar que forma parte de un sistema planetario formado por al menos cuatro planetas. Orbita la estrella denominada Kepler-220. Fue descubierto en el año 2014 por la sonda Kepler por medio de tránsito astronómico.